# ダレトモ
「ダレトモ」は、サカノウエヨースケのデジタル・ダウンロードシングル。2012年4月18日にドリームファクトリーアーティストよりデジタル・ダウンロード規格のみで発売された。

## 解説
サカノウエヨースケ初のデジタル・ダウンロードシングル。シングルとしては前作「ランプシェード」より約10年ぶりである。
同曲はウィルコム沖縄2012春CMソングに起用された。

## 収録曲
1. ダレトモ[5:02]
2. 作詞・作曲：サカノウエヨースケ
ウィルコム沖縄2012春CMソング